# Berliner Schule (Arnold Schönberg)
Als Berliner Schule bezeichnet man die Kompositionsschüler von Arnold Schönberg, die er neben der Zweiten Wiener Schule in den Jahren 1901–03, 1911–15 und 1926–33 in Berlin hatte.